# Acacia cornigera
Vachellia cornigera là một loài thực vật có hoa trong họ Đậu. Loài này được (L.) Willd. miêu tả khoa học đầu tiên.

## Hình ảnh

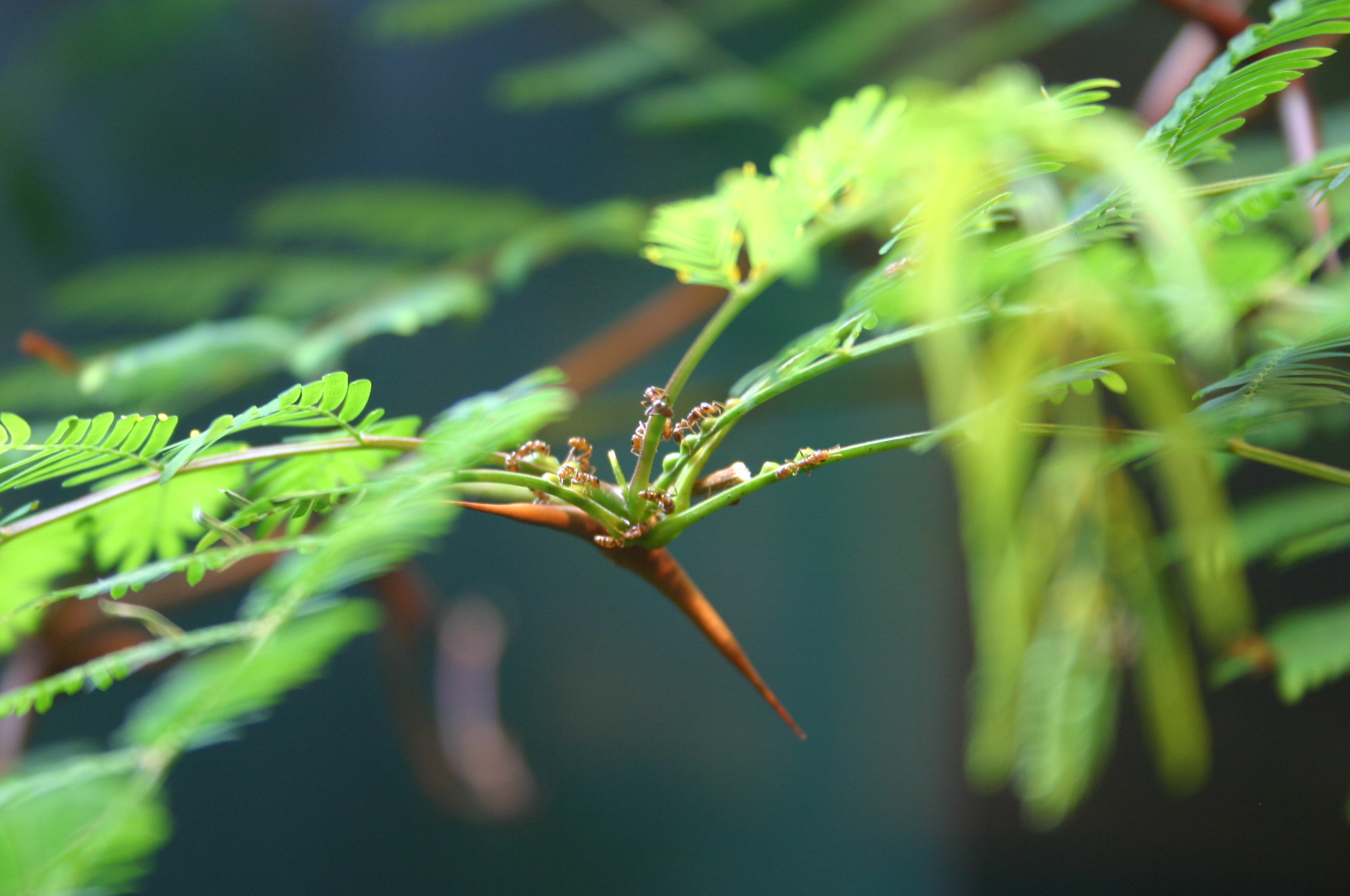
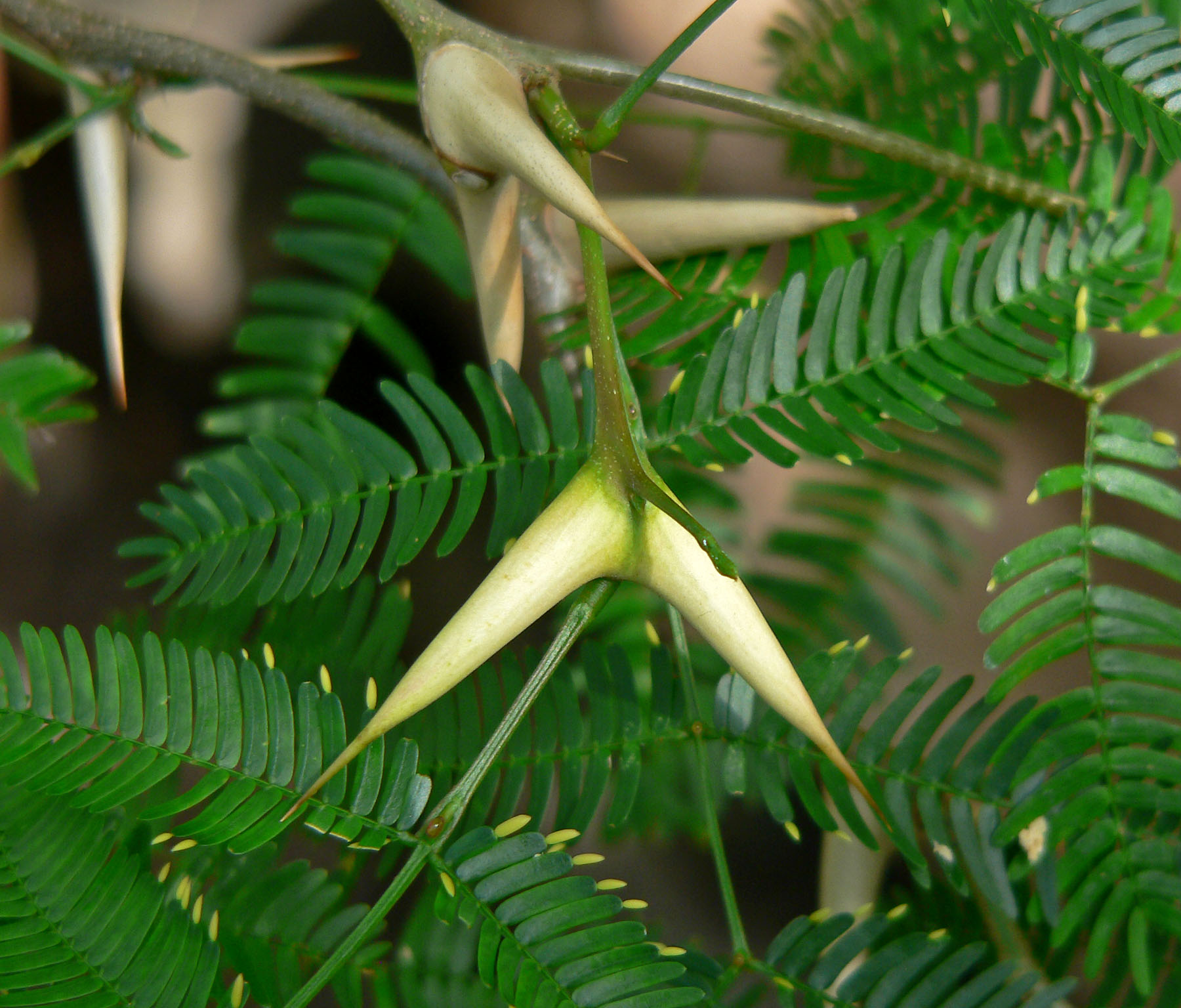
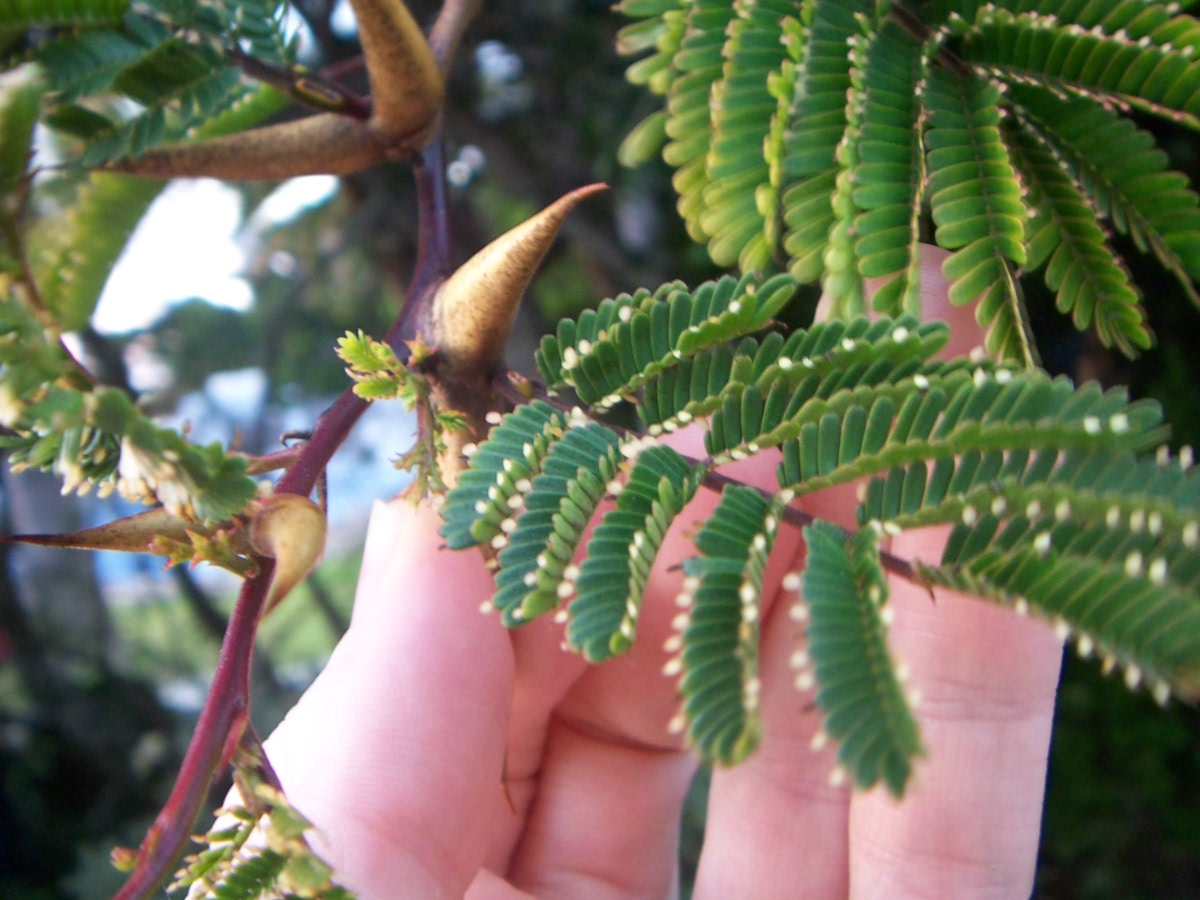